# Bouba aviária
A Bouba Aviária é uma doença que afeta vários tipos de aves entre elas as galinhas, codornas, perus, pombos e pássaros (marrecos, patos, gansos, galinholas e outras aves não as contraem), causada por um vírus chamado Poxvirus.
Tem sido constatada desde o início da domesticação de galinhas. Em 1929, mostrou–se ser causada por um vírus. Vacinas comerciais eficazes com vírus vivo tornaram–se disponíveis durante a década de 60 e cepas suaves, seguras o suficiente para serem aplicadas em pintos de apenas um dia de vida, foram desenvolvidas em meados da década de 70. Embora a bouba aviária não seja uma doença respiratória, está incluída nesta seção porque causa sintomas respiratórios e asfixia.
Os Poxvírus contêm DNA e estão entre os maiores vírus conhecidos. Eles têm formato de tijolos e são envoltos por um invólucro externo. Como a maioria dos vírus grandes e com invólucros, são facilmente destruídos pela maioria dos desinfetantes comuns. Porém, se os vírus tornarem–se extremamente ressecados, ficam muito mais resistentes a desinfetantes fenólicos e formalínicos.
Existe apenas um sorotipo de vírus de bouba aviária, o que torna a vacinação contra bouba aviária simples e eficiente. Surge um problema, porém, se a ave for infectada por outro membro do gênero Avipoxvírus. Os frangos são suscetíveis à bouba de canários, de perus e de pombos. Embora haja um certo grau de proteção cruzada induzida pela vacina contra bouba aviária, Poxvírus sp. diferentes não são antígenamente idênticos e a proteção é completa. Felizmente, a bouba aviária é a cepa mais comum encontrada no campo.
Não é uma doença de interesse na saúde pública e, normalmente, não afeta mamíferos, porém já foi isolado um Poxvirus de rinoceronte, que foi caracterizado como Poxvirus de galinha.

## Bouba (também conhecida como Varíola Aviaria, Epitelioma Contagiosa ou Pipoca)
É uma doença muito comum em aves. Muitos animais são susceptíveis a ela como galinhas, codornas, perus, pássaros e em escala menor pombos. Palmides e angolas não pegam bouba.
O Poxvírus avium pertence a ao grupo geral dos vírus viróticos que abrangem diversos tipos de varíolas e vírus que podem causar tumores como Mixoma e Fibrioma dos coelhos porém cada um infecta um grupo de animais de diferentes espécies. O Poxvírus avium ataca o tecido epitelial das aves que forma o revestimento mais externo das aves.
A Bouba aviária é uma doença de proliferação lenta, caracterizando-se pela formação de lesões proliferativas na pele, discretas, nodulares, nas regiões desprovidas de pena do corpo da ave (forma cutânea); ou lesões fibrino-necróticas e proliferativas na membrana mucosa do trato respiratório superior, boca e esôfago (forma diftérica). Normalmente, a mortalidade é baixa, mas pode elevar-se na forma diftérica ou quando houver infecções secundárias e/ou má qualidade de manejo.
Sintomas: a Bouba Aviária apresenta-se tanto em pintos quanto em aves adultas porém adultos são menos susceptíveis por já possuírem um certo grau de imunidade portanto pintos são mais frágeis e susceptíveis. O animal infectado apresenta tristeza, arrepio, se torna retraído e febril. Surgem manchas amareladas que se desenvolvem e se tornam castanho escuras. Os nódulos (Epiteliomas) apresentam-se principalmente na cabeça e a doença ataca áreas que não tem penas.
Com passar do tempo os nódulos secam e escamam e somem porém a grande perda de animais que não conseguem sobreviver pela agressividade da doença.
A Bouba ainda pode aparecer ou desenvolver-se de forma a causar nódulos ou placas amareladas no canto do bico, na língua e garganta o que pode causar sinusite inflamação dos ossos do crânio isso pode levar a falta de ar pelo inchaço cranial.
As aves doentes apresentam febre tristeza e penas arrepiadas nódulos (pipocas ou verrugas) na crista, barbelas, cabeças, pernas e pés lesões ao redor das narinas, que podem produzir descarga nasal (catarro) lesões sobre as pálpebras que podem produzir algumas vezes lacrimejamento e, eventualmente, perda da visão; placas e bolhas na boca.

## Transmissão
Pode ser transmitindo pelas escamas dos nódulos secos que são levadas pelo vento, contato com pus e o mosquito também pode transmitir ao alimentar-se de sangue de um animal contaminado e logo após alimentar-se do sangue de um animal sadio isso causara a propagação da doença.

## Tratamento
A ave deve ser bem abrigada, bem alimentada e protegida de frio, chuva, umidade e impedir que mosquitos as piquem o que poderá transmitir a doença a aves que ainda não possuam a doença. Caso os nódulos se desenvolvam pode-se passar vaselina fenicada para evitar que virem feridas. Placas na garganta podem ser retiradas com uso de algodão embebido em glicerina iodada e o algodão preso em uma estaca ou arame.
As formas de tratamento são vacinação (com vírus vivo), desinfecção dos galinheiros e drenar poças de água estagnada para combater o vetor (mosquito).
Tratamento geral injetar no músculo do peito 2 ml diariamente de urotropina 40 g +água destilada 100 ml ou 2 a 3 ml de leite fervido e resfriado que também pode ser aplicado diretamente no músculo do peito, para pintos metade da dose, fazer uso até que a doença regrida.
A prevenção consiste na aplicação da vacina contra a Bouba que podem ser liquidas ou em pó e podem ser aplicadas na pele depenada ou ferida, o mais aconselhável é usar vacina feita a partir do vírus da Bouba de pássaros, liquida e na pele depenada, depois de alguns dias da aplicação surge inchaço no local se isso não acontecer em algumas aves significa que já são resistentes a doença caso não ocorra em nenhuma significa que a vacina já perdeu seu poder ativo e deve ser refeito com outra vacina.
Fazer a vacinação durante a noite é melhor pois causa menos estrese nas aves
Doenças com características que podem ser confundidas com Bouba
A bouba aviária deve ser diferenciada das seguintes doenças:
Laringotraqueíte Infecciosa (LT) As lesões úmidas ou traqueais da bouba podem ser confundidas com LT.
Um histopatologista pode identificar a diferença através do exame do tecido lesado. Já foi mencionado que a bouba se divide no citoplasma das células. Os poxvírus criam indústrias virais no citoplasma que têm a aparência de uma bolha e recebem o nome de "Corpos de Bollinger" ou "Corpos de Borrell". A LT é causada por um herpivírus que se divide no núcleo das células, produzindo um indústria viral intranuclear chamada de corpúsculo de inclusão viral intracelular chamada de corpúsculo de inclusão de Cowdry tipo.
2. Deficiência de vitamina "A".
A falta de vitamina "A" pode resultar em uma lesão na faringe semelhante às lesões causadas pela bouba, sob o microscópio não são detectados quaisquer "Corpos de Bollinger". Ocorre ao invés, uma superprodução de células epiteliais que recebe o nome de "Metaplasia Escamosa".
3. Deficiência de biotina e/ou ácido pantotênico
A falta destas vitaminas B resulta em lesões que podem ser confundidas com a bouba.
A deficiência de ácido pantotênico/biotina cria uma dermatite generalizada a pele do pé racha e formam – se crostas nos cantos do bico, ao redor dos olhos e das narinas. Uma lesão que parece ter pus desenvolve – se na boca, mas quando vista ao microscópio não apresenta "Corpos de Bollinger".